# Ipomoea mauritiana
Ipomoea mauritiana, deutsch auch Haiti-Prunkwinde genannt ist eine Pflanzenart aus der Gattung der Prunkwinden (Ipomoea) aus der Familie der Windengewächse (Convolvulaceae). Die Art ist pantropisch verbreitet.

## Beschreibung
Ipomoea mauritiana ist eine unbehaarte, an der Basis verholzende, oben krautige Kletterpflanze. Die Blattspreiten haben einen kreisförmigen Umriss, sind meist fünf- bis siebenmal (gelegentlich auch drei- bis neunmal) gelappt, selten sind sie ganzrandig. Sie haben eine Länge von 5 bis 8 cm, an der Basis sind sie herzförmig oder abgeschnitten. Die Lappen sind eiförmig, nach vorn spitz zulaufend, unbehaart oder mit vereinzelten Trichomen besetzt.
Die Blütenstände sind wenig- bis vielblütige Zymen. Die Kelchblätter sind fast lederig, unbehaart, kreisförmig oder elliptisch, deutlich konvex und die Krone umfassend und 6 bis 12 mm lang. Die Krone ist rötlich-violett bis rosa-pink gefärbt und 4 bis 6 cm lang.
Die Früchte sind eiförmige, 1,2 bis 1,4 cm lange Kapseln. Die Samen sind schwarz und schopfig behaart.
Die Chromosomenzahl beträgt 2n = 30.

## Verbreitung
Die Art ist heute pantropisch verbreitet und ist meistens in Meeresnähe zu finden. Sie kam ursprünglich in Afrika und im tropischen Amerika vor.

## Systematik
Innerhalb der Gattung der Prunkwinden (Ipomoea) ist die Art in die Serie Eriospermum der Sektion Eriospermum in der gleichnamigen Untergattung Eriospermum eingeordnet.

## Belege